# Olivier Bochu
Olivier Bochu est un footballeur français né le 1er août 1971 à Grenoble. Il évolue au poste de défenseur. 
Il dispute son premier match en D1 le 5 août 1994 : FC Nantes - SM Caen (2-1).
A l'issue de la saison 2006, il met un terme à sa carrière. 

## Carrière
- 1991-1994 : Grenoble,  France
- 1994-oct. 1995 : SM Caen,  France
- oct. 1995-1996 : Nîmes Olympique,  France
- 1996-1999 : FC Martigues,  France
- 1999-2001 : AS Beauvais,  France
- 2001-2002 : FC Gueugnon,  France
- 2002-2004 : FC Istres,  France
- 2004-2006 : Croix de Savoie,  France

## Palmarès
- Finaliste de la Coupe de France en 1996 avec le Nîmes Olympique
- Champion de National en 2000 avec l'AS Beauvais